# Sparrow of the Circus
Sparrow of the Circus è un cortometraggio muto del 1914. Il nome del regista non viene riportato nei credit del film, la cui sceneggiatura si basa su una storia firmata da M.H. McKinstry.

## Produzione
Il film fu prodotto dall'American Film Manufacturing Company.

## Distribuzione
Distribuito dalla Mutual Film, il film - un cortometraggio in due bobine - uscì nelle sale cinematografiche USA il 10 giugno 1914.